# Justin Best
Justin Best (Kennett Square, 17 de agosto de 1997) é um remador estadunidense, campeão olímpico.

## Carreira
Quando estava no ensino médio, Best sofreu uma concussão jogando futebol que o fez reconsiderar suas atividades atléticas. Depois de ver The Social Network, seus pais foram inspirados pelas cenas do time de remo de Harvard e ele começou a remar pelo Newport Rowing Club em Newport, Delaware.
Best frequentou a Drexel University, onde estudou negócios e engenharia. Enquanto competia pelos Drexel Dragons, eles ganharam o título da equipe Dad Vail Regatta em todos os quatro anos. Durante seu tempo na Drexel, ele também competiu pelo time nacional sub-23 dos EUA em 2018 e 2019. Depois de se formar na Drexel, ele trabalhou como analista no banco de investimentos Union Square Advisors.
Nos Jogos Olímpicos de Verão de 2024, em Paris, conquistou a medalha de ouro na competição de quatro sem masculino, ao lado de Nick Mead, Michael Grady e Liam Corrigan com o tempo de 5:49.03.